# Aethomys hindei
Aethomys hindei је врста глодара из породице мишева (лат. Muridae).

## Распрострањење
Ареал врсте покрива средњи број држава. Врста је присутна у следећим државама: Камерун, Кенија, Судан, Етиопија, Танзанија, Централноафричка Република и Уганда.

## Станиште
Станишта врсте су планине и екосистеми ниских трава и шумски екосистеми.

## Начин живота
Исхрана врсте Aethomys hindei укључује инсекте и биљке.

## Угроженост
Ова врста је наведена као последња брига, јер има широко распрострањење и честа је врста.